# Pape Cheikh Diop
Pape Cheikh Diop Gueye (Dakar, 8 d'agost de 1997) és un futbolista professional espanyol d'origen senegalès que juga com a migcampista.

## Carrera de club

### Juvenil
Diop va arribar a Espanya el 2011 a 14 anys. Després d'haver jugat amb el Club Internacional de la Amistad i el Montañeros CF, va ingressar al planter del Celta de Vigo el 2013.

### Celta
Diop va debutar com a sènior al Celta de Vigo B el 23 d'agost de 2014, entrant com a suplent a la segona part en un partit de Segona Divisió B contra el CD Lealtad, amb victòria per 2–0 a fora. Va marcar el seu primer gol vuit dies més tard, el darrer en una victòria per 5–0 a casa contra la UP Langreo.
L'11 d'agost de 2015 Diop va signar un nou contracte per cinc anys amb el club, fins al 2020. Va debutar amb el primer equip, i a La Liga el 12 de desembre d'aquell any, substituint Nolito als darrers minuts en una victòria per 1–0 a casa contra el RCD Espanyol.
Diop va marcar el seu primer gol a la màxima categoria el 27 de novembre de 2016, el darrer en una victòria per 3–1 a casa contra el Granada CF. El següent 31 de gener, va estendre el seu contracte fins al 2021 i fou promocionat definitivament al primer equip, amb el dorsal número 4.

### Lió
El 29 d'agost de 2017, l'Olympique de Lió va anunciar el fitxatge de Diop amb un contracte per cinc anys, a canvi de 10 milions d'euros pel Celta, més 4 milions en variables.

## Palmarès
Espanya sub-19
- Campionat d'Europa sub-19 de la UEFA: 2015